# Hiphop
Hiphop is een culturele beweging, vooral bekend door de muziekstijl. Hiphop is ontstaan in de jaren zeventig in New York, en dan voornamelijk in de arme wijk The Bronx, die destijds bewoond werd door vooral Afro-Amerikanen en latino's.

## Muziekstijl
Hiphop-muziek, vaak kortweg hiphop genoemd, is een muziekgenre dat in de Verenigde Staten in de jaren 1970 door Afro-Amerikanen in de binnenstad werd ontwikkeld en dat bestaat uit een gestileerde ritmische muziek die vaak gepaard gaat met rappen, een ritmische en rijmende spraak-zang-techniek. Het ontwikkelde zich als onderdeel van de hiphopcultuur, een subcultuur gedefinieerd door vier belangrijke stilistische elementen: MC'ing/rappen, turntablism, breakdance en graffiti.
Voor muziek relevante elementen zijn beat-sampling of baslijnen uit eerdere opnames (of gesynthetiseerde beats en andere geluiden) en ritmische beatboxing. De term hiphopmuziek wordt soms als synoniem gebruikt voor rapmuziek, hoewel rappen geen vereiste component is van hiphopmuziek. Het genre kan ook andere elementen van de hiphopcultuur bevatten, zoals dj'ing, gebruik van draaitafels (al dan niet in combinatie met scratching), beatboxen en instrumentale nummers.
Rap is een bepaalde zangstijl, die vooral wordt toegepast in de hiphop. Zo vaak zelfs dat velen hiphop aan rap gelijkstellen. Rap is echter een manier van spreken met ritmische intonatie die veel ouder is dan hiphop zelf. Het rappen is al terug te vinden bij de griots, de Afrikaanse versie van de middeleeuwse troubadour – verhalenverteller en straatmuzikant. Rap is vooral een verschijnsel binnen de zwarte muziek, die met de opkomst van hiphop werd gecombineerd met samplingtechnologie en drummachines die op grote schaal beschikbaar en betaalbaar werden. De technieken van de dj, zoals scratchen en beatmatching, ontwikkelden zich samen met de breaks. Rappen ontwikkelde zich in hiphop als een vocale stijl waarbij de artiest ritmisch meezingt met een instrumentale of synthesizer-beat.

## Ontstaan
Hiphop is bij het grote publiek vooral bekend als muziekstroming, maar voor de leden van de subcultuur gaat hiphop meestal verder dan alleen muziek maken. De samenleving een spiegel voorhouden kan een van de aspecten zijn die hiphoppers naar buiten willen brengen. Verschillende teksten van hiphopnummers zijn daarom een aanklacht tegen de samenleving in het algemeen, of de levenssituatie van de rapper in het bijzonder.
Het was mede daardoor dat hiphop een stem kon geven aan een bepaald gedeelte van de Amerikaanse onderklasse, van oudsher vooral de Afro-Amerikaanse gemeenschap die leefde in de getto's van de Amerikaanse steden, maar later ook aan andere etnische bevolkingsgroepen, en niet langer alleen in de Verenigde Staten. Hiphop werd zo onderdeel van een emancipatiebeweging van de bewoners van de getto's, en deze oorsprong heeft een stempel gedrukt op hiphopcultuur in brede zin.
Hiphop begon in de Verenigde Staten, in de binnenstad van New York. Hiphop is waarschijnlijk ontstaan uit 70's disco, funk en dub maar werd een eigen stroming in The Bronx tijdens zogeheten block parties (wijkfeesten). De eerste blockparty was in The Bronx en werd gegeven op Segdewick Ave.1520 door DJ Kool Herc op 11 augustus 1973.
Op de block parties in de jaren zeventig mixten dj's, zoals DJ Kool Herc, Grandmaster Flash en Afrika Bambaataa, met twee kopieën van eenzelfde funk- of electro-plaat de drumsolo's (of breakdowns) aan elkaar. Als de breakdown (of break) op de eerste plaat eindigde, mixten ze de tweede kopie erdoor enzovoort. Op deze manier ontstond een nieuw nummer met uitsluitend drums, waar de dj overheen scratchte. 
De MC (Master of Ceremonies) of rapper is de uitvoerende artiest. Veel artiestennamen van rappers beginnen met "MC" (spreek uit: em-sie). De oorsprong van rappen ligt in het Jamaicaanse toasten, waarmee bedoeld wordt een soort half zingend praten of min of meer rijmend opzeggen over een nummer heen.
Het gebruiken van verschillende talen door elkaar heen in één nummer wordt codewisseling (Engels: code switching) genoemd. 
Breakdance en graffiti zijn twee ondersteunende kunstvormen. De eerste is een vorm van dans, de tweede is het maken van visuele kunstwerken met behulp van spuitbussen. Graffiti wordt vaak op muren in de openbare ruimte gespoten, waardoor het ook als overlast beschouwd wordt.
Bij turntablism zijn strakke overgangen niet voldoende (zoals bij beatmixen). De technieken (zoals cutting, scratching, spinnen en juggling) zijn hier veel belangrijker. Een vertaling van turntablism is: one who uses the turntable in the spirit of a musical instrument, oftewel: ‘iemand die een draaitafel gebruikt in de geest van een muziekinstrument’.
De eerste algemeen erkende hiphopplaat die werd uitgebracht was Rapper's Delight van The Sugarhill Gang uit 1979. Het was de eerste hiphopplaat die wijdverbreid populair werd in de mainstream en waar hiphopmuziek zijn naam aan ontleende (van de openingsmaat). Sommigen beschouwen de single King Tim III (Personality Jock) van de Fatback Band, die een paar maanden eerder werd uitgebracht in maart 1979, echter als een rapplaat.

## Nederland
De Amsterdamse groep Osdorp Posse stond begin jaren negentig aan de basis van de Nederlandstalige rap. Voor die tijd waren er al wel enkele noveltyhitjes geweest waarin in het Nederlands werd gerapt, maar de Osdorp Posse was de eerste groep die zich toelegde op pure rap (hardcorerap). Deze rauwe stijl was halverwege de jaren tachtig in Amerika ontwikkeld door groepen als Public Enemy. Rapper Def P, de voorman van de Osdorp Posse, vertaalde voor vrienden die het Engels niet zo goed beheersten de teksten van Amerikaanse hiphopmuziek in het Nederlands. Het letterlijk omzetten van clichés leverde daarbij een komisch effect op. Hiermee was de nederhop geboren.
De Nederlandstalige rap (nederhop) kreeg vastere voet aan de grond door onder meer Extince, die in 1995 een hit had met Spraakwater. Met de komst van onder meer Spookrijders, Skate the Great, Brainpower, Opgezwolle, DAC, Stropstrikkers, en 0118-Vier kwam het tot een verdere groei van de Nederlandse hiphop.
In Rotterdam is in 2002 het HipHopHuis geopend ter bevordering van de HipHop cultuur in de stadsregio.

## België

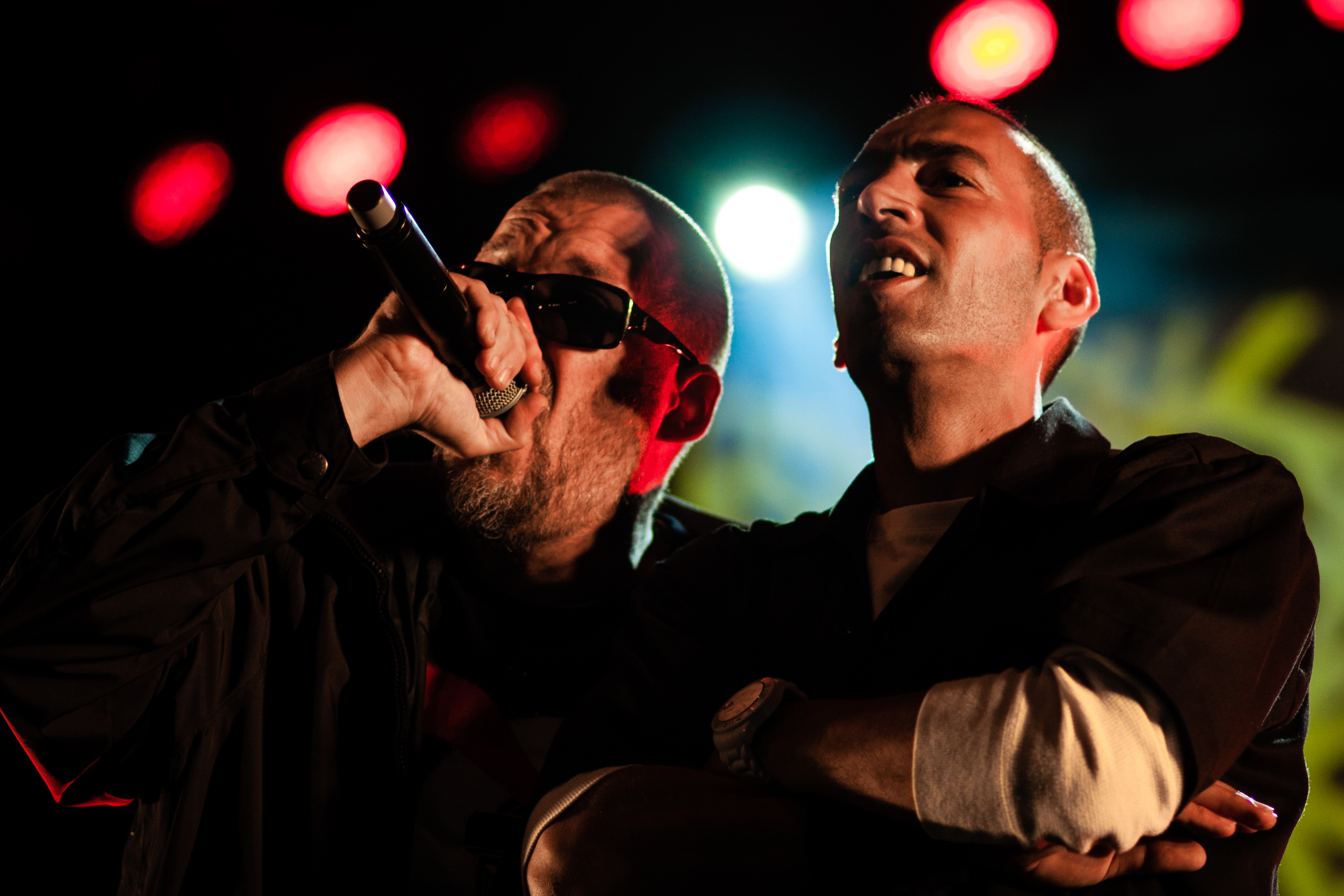
De Puta Madre tijdens het Fête de la Musique, 2012

De Aarschotse groep Krapoel In Axe, kortweg K.I.A., stond begin jaren negentig aan de basis van de Vlaamstalige rap. Ze rapten in hun eigen streektaal en zijn tot de dag van vandaag de commercieel succesvolste Vlaamse rapgroep gebleven. Van hun eerste single, Zaterdag, werden meer dan 30.000 exemplaren verkocht en hun debuutalbum Zonder Boe Of Ba ging meer dan 15.000 keer over de toonbank.
De Mechelse groep ABN, toen nog met Pita, deed het goed in België en mocht zelfs aantreden op het befaamde festival van Rock Werchter. Eind 1995 ontstonden eveneens in Mechelen Stijle die Rijme, Pure Cult, Grensloos en Nest. Verder zijn er nog 't Hof van Commerce, De Nihilisten, De Feesters en Morsdood, die het met hun West-Vlaams dialect goed doen in België. In 2016 maakt Soufiane Eddyani een vliegende start met singles en een sessie die op YouTube miljoenen malen zijn bekeken.
De laatste jaren worden er ook vaker hiphopwedstrijden (zogeheten battles) in Vlaanderen georganiseerd.
Aan Franstalige kant zijn ook heel wat hiphoppers aan het werk, met als bekendste groepen Starflam uit Luik en De Puta Madre uit Brussel. Door hun succes ontstonden later meer Franstalige hiphopgroepen. Deze zijn veelal samengesteld uit allochtonen, vaak met een Congolese of Marokkaanse achtergrond.

## Verder lezen
- Jeff Chang: Can’t Stop Won’t Stop: A History of the Hip-Hop Generation. St. Martin's Press, 2005. ISBN 9780312301439
- Mack, Jim et al. Hiphop: rap, mc, breakdance, Biblion Uitgeverij, Leidschendam, 2011, ISBN 9789054833628.
- Stapele, Saul van. Van Brooklyn naar Breukelen: 20 jaar hiphop in Nederland, Nationaal Pop Instituut/Het Spectrum, Amsterdam/Utrecht, 2002, ISBN 9074305040.
- Vanderheijden, Dave, Daniel Claessens et al. Smoelwerk: de ontwikkeling van hiphop in Nederland 1999-2009, De Boekfabriek, Schiedam, 2009, ISBN 9789490177034